# Boophis quasiboehmei
Boophis quasiboehmei is een kikker uit de familie gouden kikkers (Mantellidae). De soort werd voor het eerst wetenschappelijk beschreven door Miguel Vences, Jörn Köhler, Angelica Crottini en Frank Glaw in 2010. De soort behoort tot het geslacht Boophis.

## Leefgebied
De kikker is endemisch in Madagaskar. De soort leeft op een hoogte van 966 meter en komt onder andere voor in het nationaal park Ranomafana.

## Beschrijving
Mannetjes hebben een gemiddelde lengte van 26,7 tot 30,8 millimeter, vrouwtjes zijn groter. De rug is bruin van kleur met donkerbruine strepen op hun poten. De buik witachtig.